# Velella
Pour les articles homonymes, voir Velella (homonyme).
Genre
Velella est un genre de cnidaires hydrozoaires pélagique. Son corps aplati lui permet de flotter. Il possède une membrane qui peut être assimilée à une voile de par sa forme triangulaire et sa verticalité, et qui permet à ces animaux de dériver avec le vent.

## Liste des espèces
Selon World Register of Marine Species (22 septembre 2015) et Catalogue of Life (22 septembre 2015) :
- Velella velella (Linnaeus, 1758) synonymes Velella mutica (Lamarck, 1808) & Velella spirans (Petersen, 1979)

Selon ITIS (22 septembre 2015) :
- Velella lata Chamisso & Eysenhardt, 1821
- Velella velella (Linnaeus, 1758)